# Idiurus zenkeri
Idiurus zenkeri là một loài động vật có vú trong họ Anomaluridae, bộ Gặm nhấm. Loài này được Matschie mô tả năm 1894.

## Hình ảnh

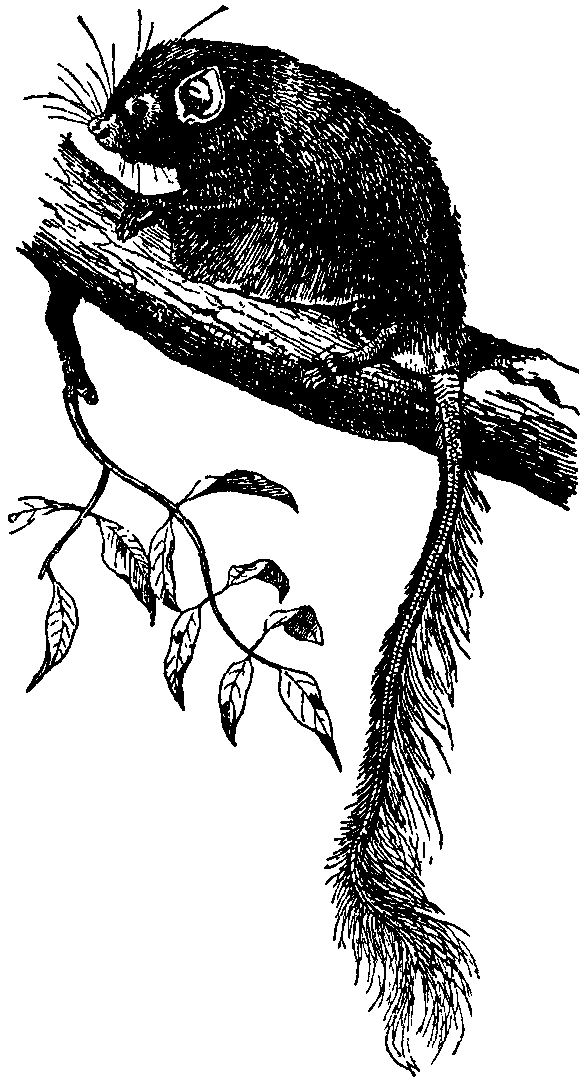
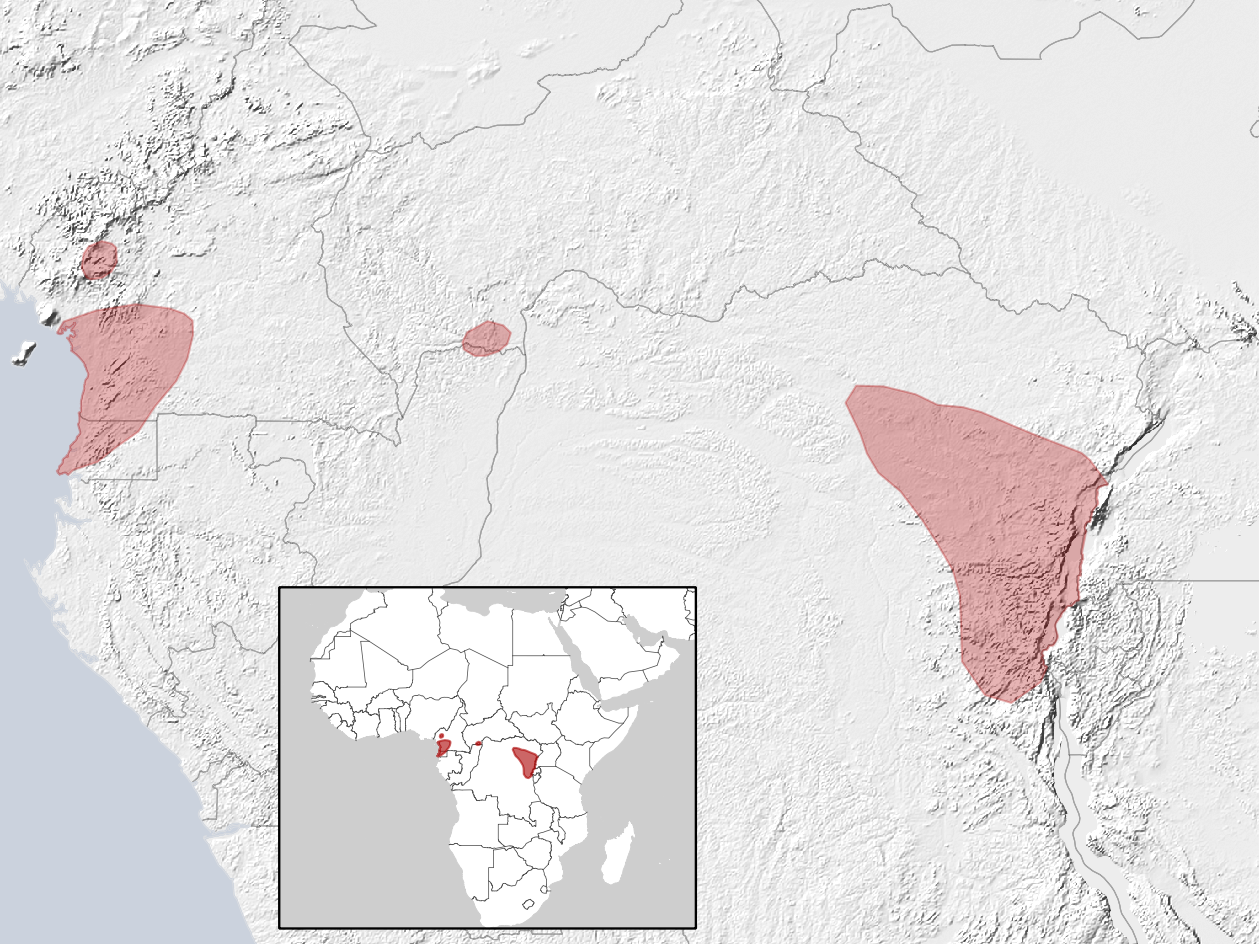